# A Grande Conquista
Vous venez d’apposer le modèle de débat d'admissibilité.
Avant toute chose, veuillez créer la page de débat correspondante en cliquant ici.
- Une fois la page de vote initialisée, rafraîchissez cette page, et le bandeau prendra son aspect définitif.
- Si votre débat d'admissibilité est groupé (le motif et l’argumentation doivent être les mêmes), modifiez cette page pour ajouter au modèle le paramètre « cat » suivi du nom de la page de discussion de l’article pour lequel la page de débat existe déjà (ex. : cat=Discussion:Nom_de_l'autre_article). Ensuite, suivez les nouvelles instructions qui apparaissent.
- Vous pouvez également utiliser le paramètre « type » pour faciliter l’accès aux critères d’admissibilité. Exemple : {{suppression|type=mot-clé}}. Liste des mots-clés existants : fiction, musique, art visuel, fanzine, jeu de société, porno, sportif, association, enseignement, société, site web, route, nombre, (Liste complète ici).

| 1. | Créez la page de débat d'admissibilité.                                                                      | Sauvegardez d’abord la page pour l’initialiser puis indiquez votre motivation.            |
| 2. | Important : ajoutez une entrée dans la section Débat d'admissibilité du jour.                                | Utilisez ce texte : *{{L\|A Grande Conquista}}                                            |
| 3. | Pensez à informer les contributeurs principaux de la page et les projets associés lorsque cela est possible. | Utilisez ce texte : {{subst:Avertissement débat d'admissibilité\|A Grande Conquista}}~~~~ |

A Grande Conquista (La Grande Conquête en français) est une émission de téléréalité brésilienne produite et diffusée par Record depuis le 8 mai 2023. Sous la direction de Rodrigo Carelli, le programme est présenté par Rachel Sheherazade et animé par Lucas Selfie et Ju Nogueira (à partir de la deuxième saison) sur les plateformes numériques,.

## Arrière-plan
Le 20 décembre 2022, RecordTV a retiré la septième saison de Power Couple Brasil de son plan commercial et a confirmé quatre jours plus tard l'annulation du programme. Les raisons évoquées étaient la faible audience de la dernière saison, en plus de la perte commerciale, due à la faible demande des annonceurs pendant la diffusion.
Un mois plus tard, le 25 janvier 2023, l'annulation de la troisième saison d'Ilha Record a également été confirmée pour les mêmes raisons que Power Couple. Avec l'annulation de ceux-ci, RecordTV a confirmé qu'elle préparerait une Super Reality, pour couvrir l'espace des deux programmes entre les mois de mai et juillet 2023.

## Format
Durant la première saison, 16 célébrités ont été soumises à un vote populaire sur R7 afin de gagner un accès direct au Manoir. Les dix ayant obtenu le plus de votes ont été envoyés à l'hôtel, où ils sont restés confinés jusqu'au début de la troisième phase, tandis que les six moins votés ont été dirigés vers la Villa. À l'étape de la Villa, les 64 anonymes et les six moins votés avant le confinement se sont affrontés pour obtenir les dix dernières places du manoir, faisant face à divers défis dans les résidences, des épreuves et des éliminations hebdomadaires. Au stade du Manoir, les dix célébrités les plus votées avant le confinement et les dix survivants de la Villa ont été promus dans une luxueuse demeure, avec tous les privilèges qui leur sont dus. Néanmoins, ils doivent encore traverser la phase de cohabitation ainsi que les éliminations hebdomadaires.
Dans cette deuxième saison, le concept de pré-confinement est abandonné, et le nombre de participants augmente considérablement, atteignant jusqu'à une centaine de concurrents, qu'ils soient anonymes ou célèbres, tous confinés dans le Village. La grande nouveauté de cette version réside dans l'introduction d'une intelligence artificielle nommée Fred, qui, en collaboration avec l'animateur, assigne des missions aux participants. À ce stade, les candidats acquièrent des responsabilités accrues et sont encouragés à persuader leurs adversaires de ne pas abandonner la compétition. En cas d'échec et si un concurrent décide de quitter le jeu sans passer par l'élimination, tous les résidents de la maison où il séjournait sont soumis à des conséquences punitives.
Les treize participants qui survolent la phase du Village sont promus au Manoir, tandis que les six ayant obtenu le plus de votes aux points chauds deux à quatre du Village, ainsi que le vainqueur de la Prova da Vidada, bénéficient de tous les avantages, mais doivent traverser les moments traditionnels des émissions de téléréalité.

### Dynamique du programme
- Village : c'est ici que sont confinés les participants pour garantir vingt places pour le Manoir (lors de la première saison, il y avait dix places) . Il y a trois maisons et un espace de loisirs. Les maisons sont divisées en orange (avec cinq lits), bleue (avec sept lits) et verte (avec neuf lits).
- Manoir : les vingt participants survivants du Village (lors de la première saison, ils étaient les dix les plus votés lors du pré-confinement, plus les dix restants du Village ) sont désormais confinés dans une résidence de luxe, ayant droit à tous les avantages disponibles avec de spacieux chambres, salon, grande cuisine, espace de loisirs plus diversifié et piscine.
- Propriétaire de la maison : est le participant qui délègue les principales missions aux maisons. Pour atteindre un tel leadership, il est nécessaire de remporter les tests du programme, qui vont de l'habileté à la culture générale et même à la chance. Dans l'étape Village, il y a trois gagnants, chacun jouant le rôle dans une autre maison, à moins qu'il ne s'arrête à la résidence où il habite. Dans l'étape Mansion, le propriétaire de la maison reprend le lieu de luxe, mais choisit quelqu'un pour profiter de l'avantage avec le gagnant, sauf si le test se déroule en binôme, où les deux en bénéficient. Le public participe également à la dynamique en votant au sondage disponible sur R7.
- Tentation ‡ : les participants sont testés avec des objets précieux, allant des courses à l'épicerie ou même à un distributeur de boissons gazeuses, etc. Si le candidat cède à la tentation, la maison où il habite en subit une conséquence négative.
- Dilemme ‡ : deux objets de luxe sont mis en avant dans l'espace loisirs. Tout comme Temptation, les participants sont testés avec eux, mais la différence est que dans un produit il y a un bénéfice ou une récompense et dans un autre il y a une conséquence ou une punition.
- Zone à risque : un ou plusieurs participants sont nommés par la maison ou le manoir, tandis qu'un autre est choisi par le propriétaire et, occasionnellement, un est nommé automatiquement à la suite d'une certaine dynamique, restant dans une pré-place du programme.
- Prova da Virada : les nominés pour Zona de Risco font face à un défi proposé par la production pour échapper au vote du public. La plupart des épreuves sont dues à la chance et le vainqueur échappe aux projecteurs et obtient un avantage dans le jeu (dans la phase Vila, un groupe par maison est indiqué et seule la moitié parvient à être sauvée). Les perdants passent par le vote populaire et les votes doivent rester et, évidemment, celui qui a obtenu le moins de voix est éliminé du programme (ceci dans la phase Manoir, puisque dans l'étape Village, un groupe de dix personnes ou plus avec le moins de voix) les votes sont éliminés).

## Historique
Le format était auparavant présenté comme le projet Super Reality, car il s'agit d'un mélange d'émissions de téléréalité connues sous le nom de A Fazenda, Big Brother Brasil, Power Couple Brasil, A Casa et Ilha Record. Le 24 février 2023, Mariana Rios a été confirmée comme animatrice du programme.
En 2024, Rachel Sheherazade reprend la présentation du programme, après sa participation à l'émission de téléréalité A Fazenda 15.

## Déroulement des saisons
| # | Direction       | Présentation       | Vainqueur                      | Vainqueur    |
| - | --------------- | ------------------ | ------------------------------ | ------------ |
| 1 | Rodrigo Carelli | Mariana Rios       | Drapeau du Paraná              | Thiago Servo |
| 2 | Rodrigo Carelli | Rachel Sheherazade | Drapeau de l'État de São Paulo | Kaio Perroni |